# Harry Richardson
Pour les articles homonymes, voir Richardson.
Harry Richardson est un acteur australien. 
Il se fait remarqué pour ses rôles de Drake Carne dans la série télévisée britannique Poldark entre 2015 et 2019 puis dans l'adaptation en mini-série : Docteur Thorne en 2016. 
Depuis 2018, il incarne le personnage de Larry Russell dans la série américaine à succès The Gilded Age créer par Julian Fellowes. Il y est une des têtes d'affiches aux côtés de Christine Baranski, Louisa Jacobson, Carrie Coon et Cynthia Nixon. 

## Biographie
la série télévisée Richardsde 2016 à a é9 puis dans le rôle de la Royal Academy of Dramatic Art de Londre      Depuis 2018, il est s, avant de s'inscrire à la Western Australian Academy of Performing Arts de Perth en 2012 .       

## Filmographie
- 2015 : Looking for Grace : Jamie
- 2016 : Docteur Thorne : Frank Gresham
- 2017 : Dunkerque : soldat
- 2017-2019 : Poldark : Drake Carne
- 2018 : Meurtres au paradis (1 épisode)
- 2019 : Total Control : Jonathan Cosgrove
- 2022 : The Gilded Age : Larry Russell

## Radio
- 2017 : Snake : Jarrod (BBC Radio 4)[2]

## Théâtre
- 2011 : Soudain l'été dernier - Assistant metteur en scène
- 2013 : The Golden Age de Louis Nowra : Peter[3]
- 2013 : No Worries : Chanteur/ Turbo Tongue
- 2013 : Comme il vous plaira : Le Beau / Amiens
- 2013 : Tchekhov à Yalta : Tchekov
- 2013 : L'Heure du loup : M. Kreisler
- 2014 : La Résistible Ascension d'Arturo Ui :  Old Dogsborough[4]
- 2014 : Festen : Lars[5]
- 2014 : De grandes espérances : Herbert[6]